# صج حظوظ (مسلسل)
المسلسل يحكي قصه طارق العلي بدور دعيج وهو مدرس الموسيقى الفقير ماديا والمديون من الكل يقع في غرام صاحبه العمارة التي يقطن فيها وهي هدى الخطيب بدور لولوه ويتزوجها على الرغم من الفرق الشاسع في السن بينهما وتتغير حياه دعيج فيتحول إلى رجل غني ويسكن في بيت لولوه الفخم ولكن يقف بوجه دعيج ناصر محمد بدور فيصل وهو ابن لولوه ويظن فيصل ان دعيج قد تزوج لوله بطمع وتحدث المواقف الكوميديه المليئة بالإسقاطات الاجتماعية والكوميديه الساخره والهادفه وفي الأخير تتبين طيبه طارق العلي وفي الحلقة الأخيرة تحدث عده مواقف محزنه وأخرى طريفه

## الممثلين
طارق العلي
هدى الخطيب
ناصر محمد
هيا الشعيبي
علاء مرسي
الهام الفضالة
أحمد الفرج
شهد
هاني الطباخ
سعاد سلمان
رونق
عيسى العلوي
سلطان العلي
محمد الوزير
إخراج : نادر الحساوي